# Hradečno
Hradečno (Duits: Burgstätt of Burgstätt in Böhmen) is een Tsjechische gemeente in de regio Midden-Bohemen en maakt deel uit van het district Kladno. Het dorp ligt op 10 km afstand van de stad Kladno.
Hradečno telt 525 inwoners (2023).

## Geografie
De gemeente Hradečno bestaat uit de volgende plaatsen:
- Hradečno;
- Nová Studnice;
- Nová Ves.

## Geschiedenis
De eerste schriftelijke vermelding van het dorp dateert van 1523.
Sinds 1960 is Hradečno een zelfstandige gemeente binnen het district Kladno.

## Verkeer en vervoer

### Autowegen
Er leiden diverse regionale wegen leiden naar het dorp.

### Spoorlijnen
Er is geen station in het dorp. Het dichtstbijzijnde station is Kačice, 4 km buiten het dorp. Dat station ligt aan spoorlijn 120 Praag - Kladno - Rakovník.

### Buslijnen
Er is geen halte in Hradečno zelf. De dichtstbijzijnde halte is net buiten het dorp gelegen, aan het dorpsplein in de tot de gemeente Hradečno behorende plaats Nová Ves. Van daaruit rijden bussen naar Kladno, Nové Strašecí, Slaný, Smečno en Stochov.

## Bezienswaardigheden
- Klokkentoren uit 1749 met vakwerkmuren;[6][7]
- Natuurgebied Ve Šperkotně;
- De restanten van het Hradečnofort aan de rand van het dorp. Het is onbekend wanneer het fort is gebouwd en gesloopt. De enige schriftelijke vermelding uit 1542 meldt dat het fort op dat moment al verlaten was.[3]

## Galerij

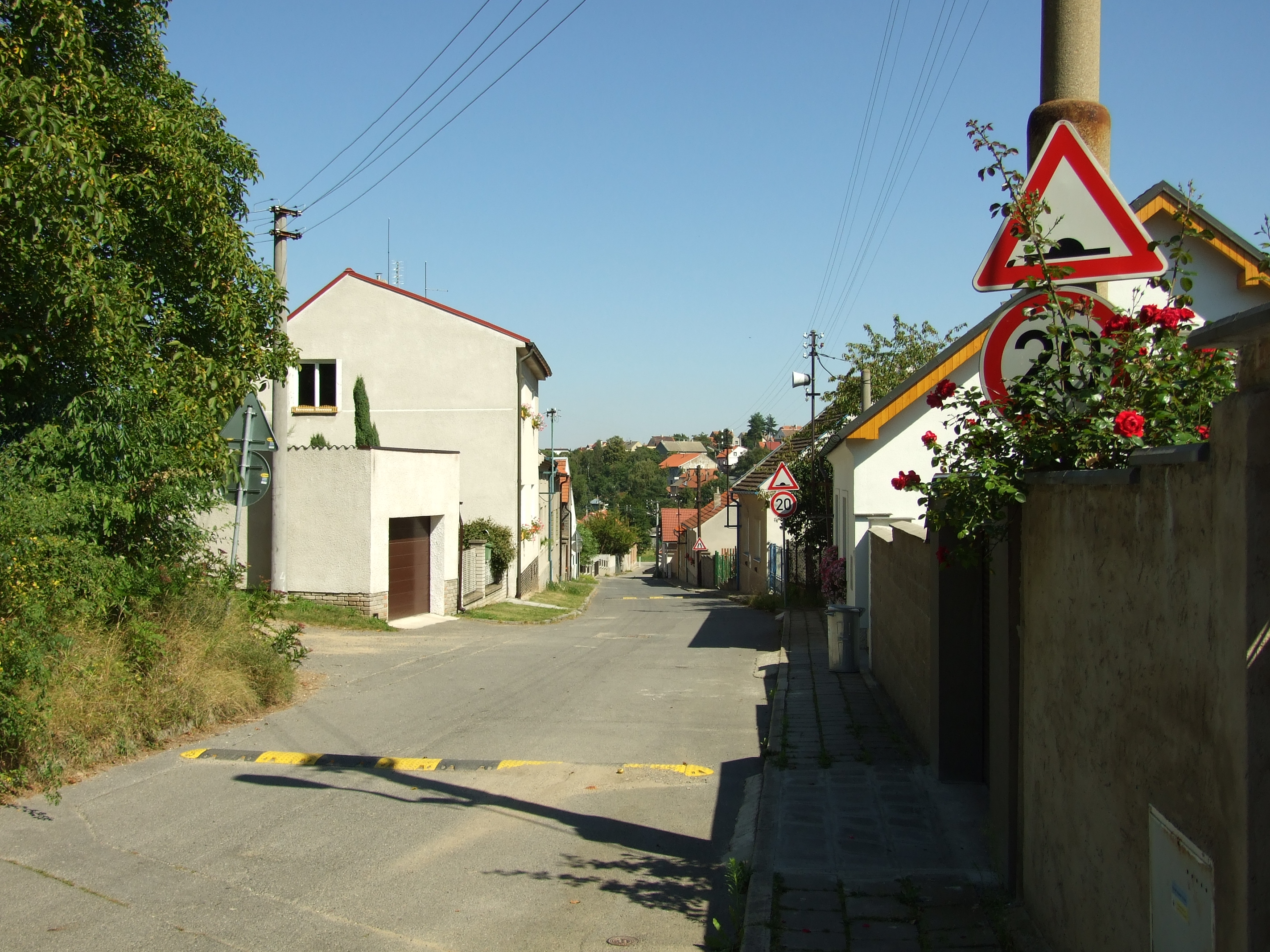
Straat in Hradečno (1)
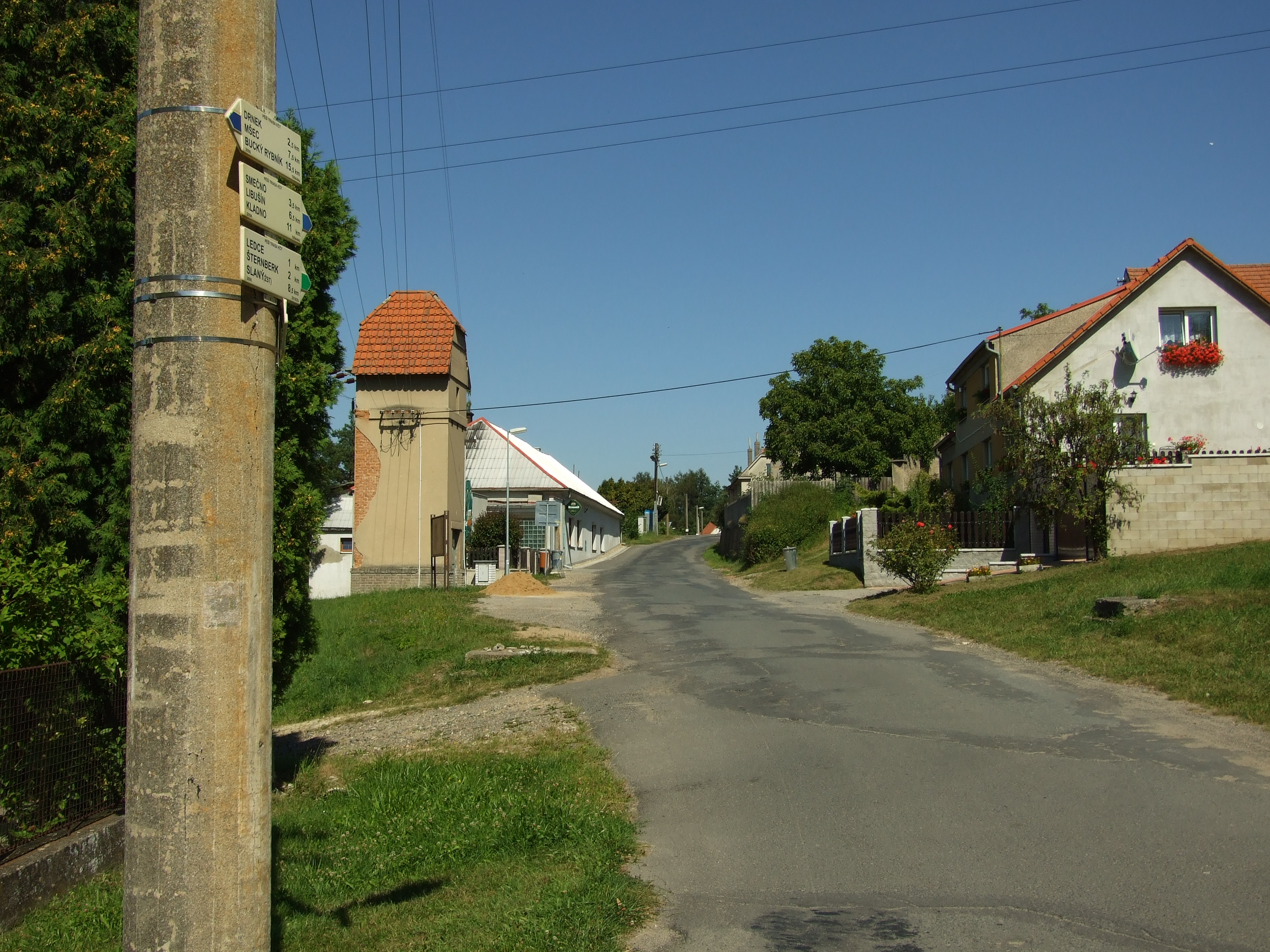
Straat in Hradečno (2)
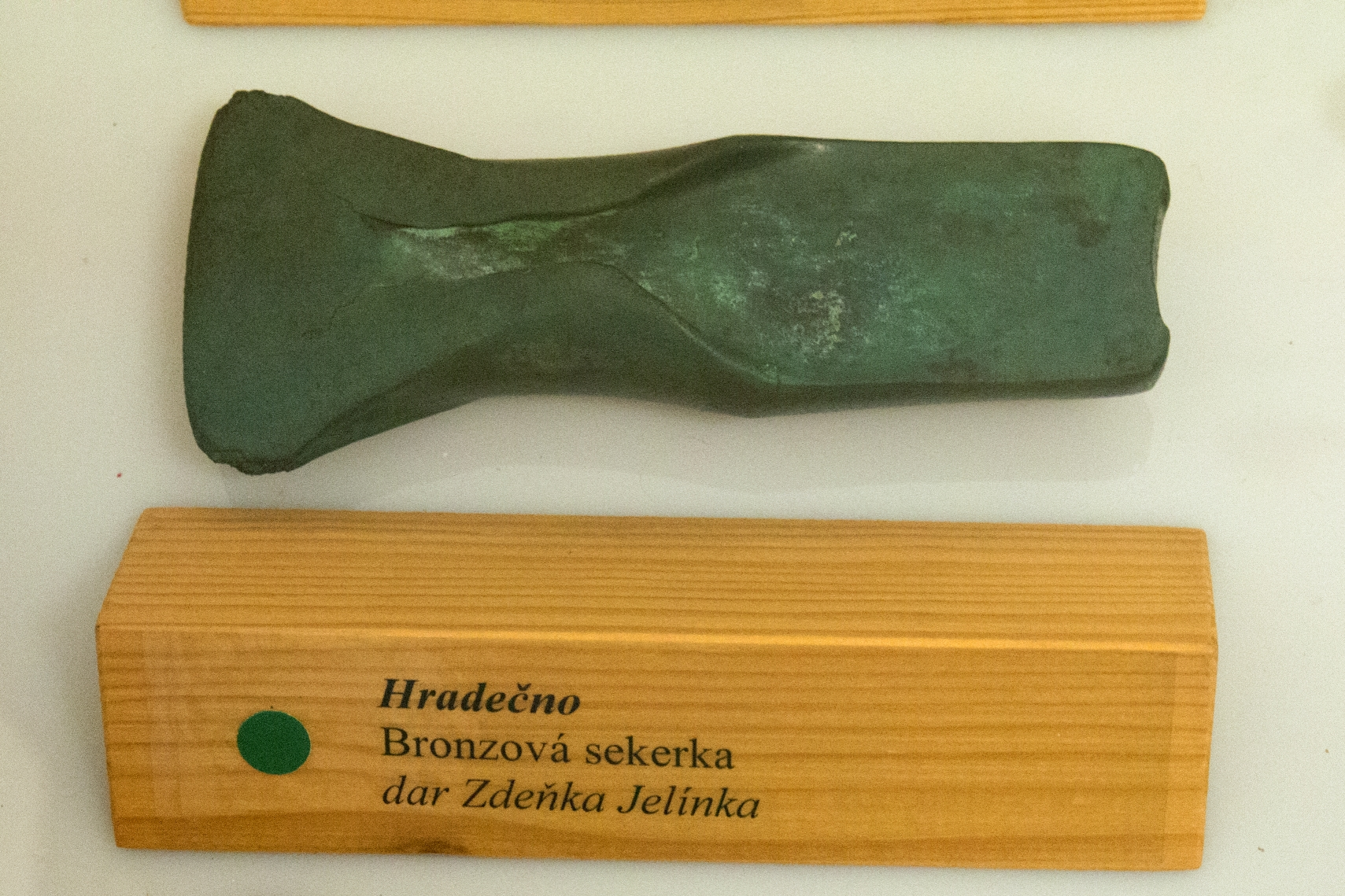
Bronzen bijl, gevonden in Hradečno
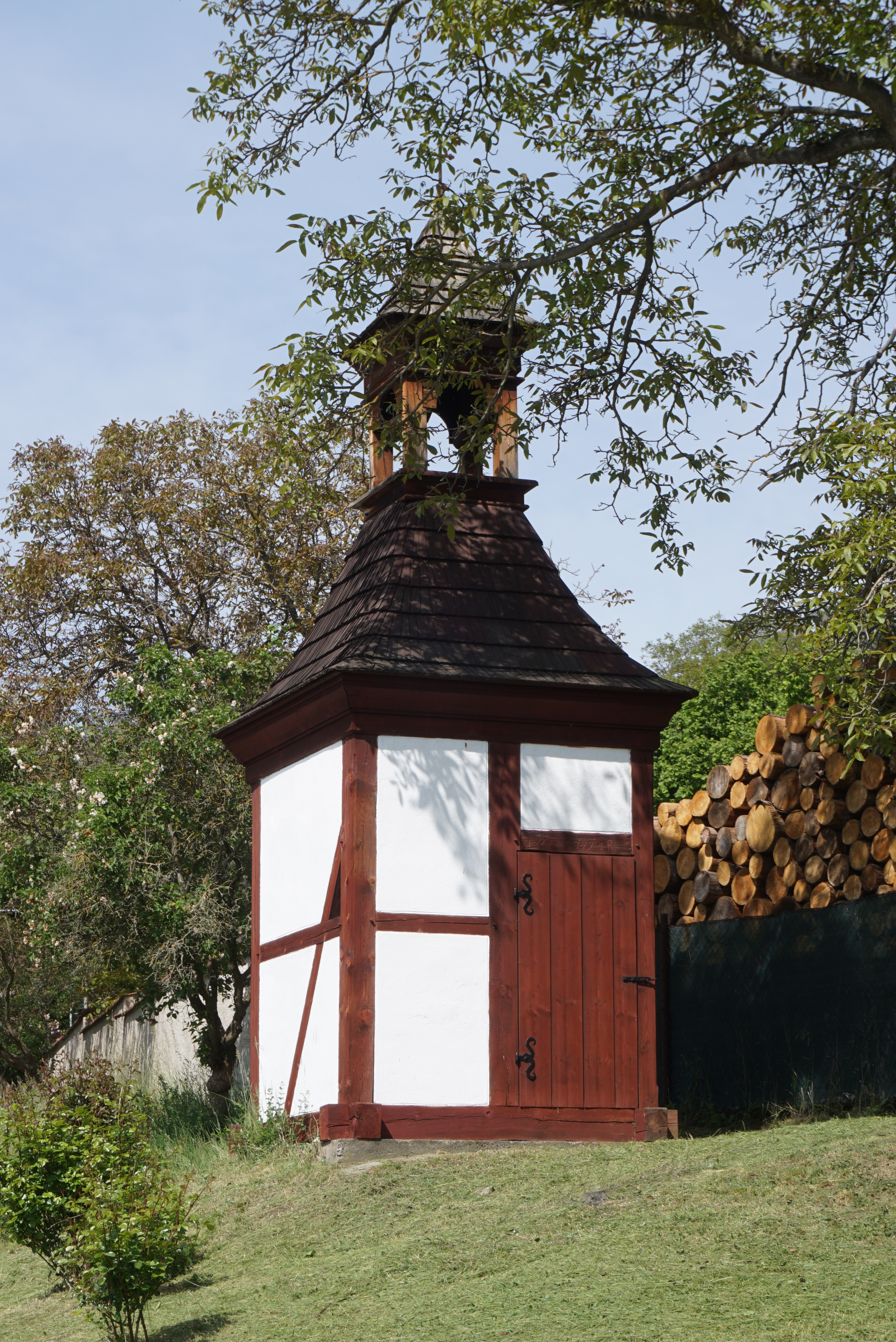
Klokkentoren